# 麻部
麻部，為漢字索引中的部首之一，康熙字典214個部首中的第二百個（十一劃的則為第六個）。就繁體和簡體中文中，麻部歸於十一劃部首。麻部只以上方為部字。且無其他部首可用者將部首歸為麻部。

## 部首單字解釋
1.麻纖維類植物之總稱，種類繁多。其纖維可製成繩索、麻布、麻袋等，用途很廣。參見「麻」條目。
2.指以麻製成的斬衰、絰帶等喪服。
3.臉面皮膚的痘瘢。
4.感覺神經受壓迫或因藥物作用而暫失知覺。
5.通痲。
6.姓。見通志 · 氏族略四。
7.感覺難受。
8.繁多而瑣碎的。
9.不光滑的。
10.詔敕，唐代以麻紙繕寫詔敕，故名。

## 名稱
- 漢語：麻部（mábù，ㄇㄚˊㄅㄨˋ）
- 日本：
- 韓国：

## 字形

金文
大篆
小篆

## 字例
| 除部首外之筆劃 | 字例 |
| -------------- | ---- |
| 0              |      |
| 3              |      |
| 4              |      |
| 7              |      |
| 8              |      |
| 9              |      |
| 13             |      |